# Presidentvalet i Finland 1919

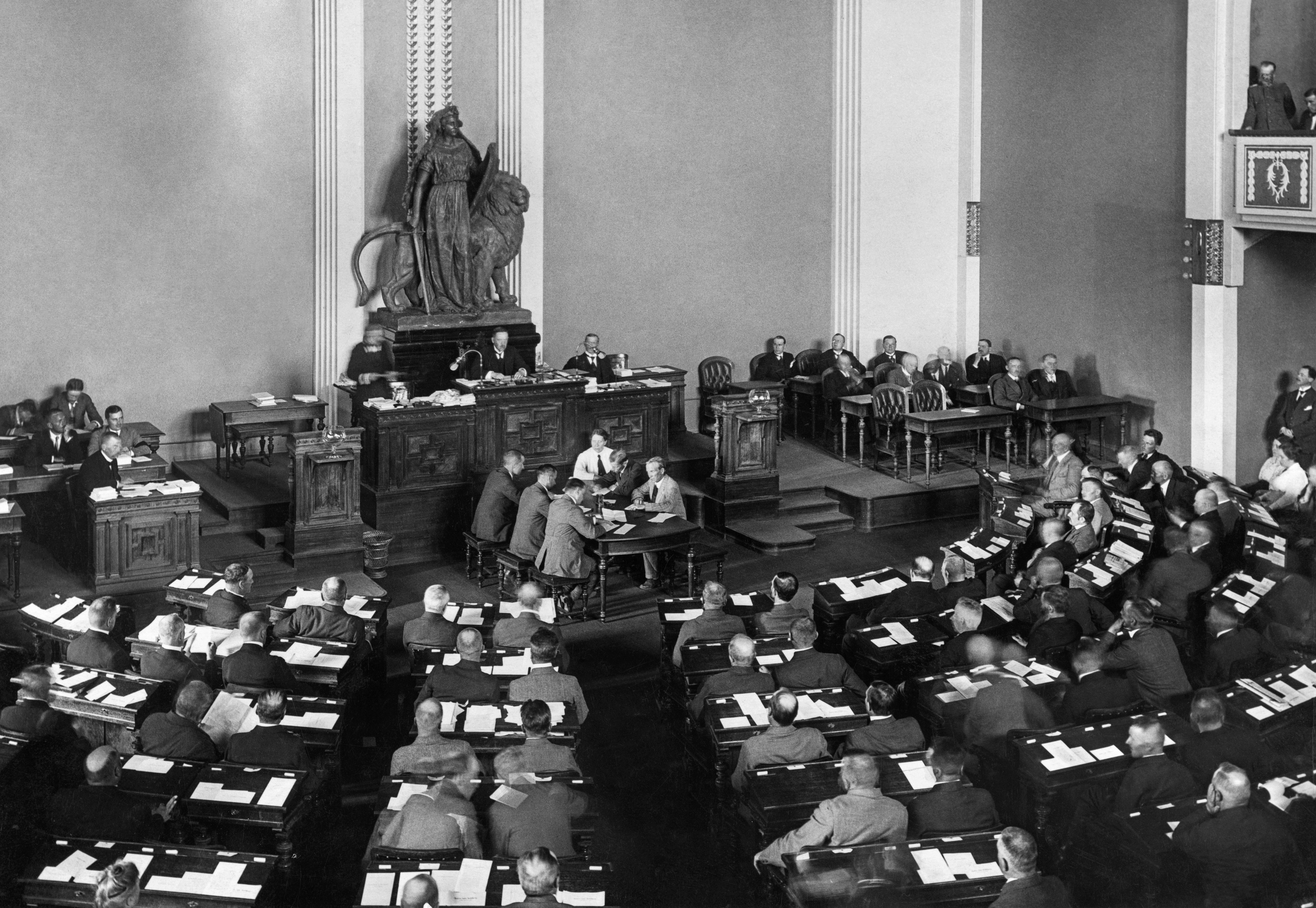
Republiken Finlands första president valdes av riksdagen, bilden visar förkunnandet av valresultatet inför kammaren den 25 juli 1919. Tlll höger, pl platsen där ministrarna annars sitter, fanns utländska gäster.

Presidentvalet i Finland 1919 var det första i Finlands historia. Finland hade förklarat sig självständigt 1917 och erkänts som självständigt av grannländer och stormakter under åren 1918-1919. 1919 bestämde man att landet skulle bli republik och fastställde en republikansk författning, 1919 års regeringsform.
Valet av president var under 1919 års regeringsform ett indirekt val, där väljarna valde elektorer, som i sin tur valde presidenten för en mandatperiod om sex år. En president kunde i det dåvarande systemet bli omvald hur många gånger som helst. Vid det första tillfället, 1919, utsågs emellertid presidenten av riksdagen genom en övergångsbestämmelse i den nyligen antagna regeringsformen.
Huvudkandidater till presidentposten var i den slutliga valomgången professor K.J. Ståhlberg från Framstegspartiet, rättsvetenskapsman och den som i stor utsträckning låg bakom utformandet av den nya regeringsformen, och den dittillsvarande riksföreståndaren general Gustaf Mannerheim, som stöddes av de konservativa. Ståhlberg vann, bland annat för att han utöver mittenrösterna även fick socialdemokraternas stöd. Socialdemokraten Tanner och agraren Relander fick en röst var trots att de inte ens var kandidater utan stödde Ståhlberg. Socialdemokraterna hade inte sett det som möjligt att få en av sina egna vald till president så nära efter inbördeskriget, och stödde därför den i deras ögon minst dåliga borgerliga kandidaten.

## Valresultat
| Kandidat                    | Parti              | Elektorsröster |
| --------------------------- | ------------------ | -------------- |
| K. J. Ståhlberg             | Framstegspartiet   | 143            |
| Carl Gustaf Emil Mannerheim | Partilös           | 50             |
| Lauri Kristian Relander     | Agrarförbundet     | 1              |
| Väinö Tanner                | Socialdemokraterna | 1              |